# Warren P. Mason
Warren Perry Mason (28 de septiembre de 1900 - 23 de agosto de 1986) fue un ingeniero eléctrico y físico estadounidense en Bell Labs. Graduado de la Universidad de Columbia, tuvo una producción prolífica, publicando cuatro libros y casi cien artículos. Se le otorgaron más de doscientas patentes, más que cualquier otra persona en Bell Labs. Su trabajo incluyó acústica y ultrasonidos, filtros electrónicos, ciencia de materiales (incluyendo cristales, materiales cerámicos y química de polímeros), unión de semiconductores, fricción y viscoelasticidad.
Mason fundó el campo de los circuitos de elementos distribuidos. Fue el primero en demostrar experimentalmente la viscoelasticidad en moléculas individuales. Encontró evidencia experimental de acoplamiento electrón-fonón en sólidos y realizó mediciones que ayudaron a las teorías del arrastre de fonones y la superconductividad. Muchas de las invenciones de Mason en electrónica todavía son ampliamente utilizadas por los diseñadores de circuitos modernos.

## Familia y educación
Mason nació en Colorado Springs, Colorado, el 28 de septiembre de 1900, hijo de Kate Sagendorph Mason y Edward Luther Mason, un director de escuela y vendedor de seguros. Tanto su madre como su padre se graduaron de la Universidad de Michigan alrededor de 1890. Su padre murió cuando tenía quince años. Su hermano mayor, Edward Sagendorph Mason, se convirtió en un economista notable.
Mason obtuvo un B.Sc. en ingeniería eléctrica de la Universidad de Kansas en 1921. Continuó su educación a tiempo parcial después de esto en la Universidad de Columbia, obteniendo una M.A. en 1924 y un Ph.D. en 1928, ambos en física.
Mason se casó con Evelyn Stuart McNally en 1929. Evelyn era graduada de la Universidad Rutgers y trabajaba como psicóloga infantil en escuelas. Tuvieron una hija, Penelope E. Mason. Evelyn falleció en 1953. Mason se casó con su segunda esposa, Edith Ewing Aylsworth, una maestra, en 1956. Mason y Edith fueron pasajeros en la colisión aérea de Carmel de 1965. Su avión aterrizó de emergencia cerca de Danbury, Connecticut, donde varias personas murieron, incluido el piloto que reingresó al avión en llamas en un intento de rescatar a un pasajero. Edith falleció en 1985.

## Carrera
Mason se unió a la empresa Western Electric en 1921. En 1925, Bell Telephone Laboratories (Bell Labs) se separó de Western Electric como una compañía independiente. Mason se unió a Bell Labs y permaneció allí durante toda su carrera. Se retiró de Bell Labs en 1965 pero permaneció como consultor durante dos años más. Después de su jubilación, ocupó un cargo de profesor visitante en la Universidad de Columbia y fue un asociado de investigación en la Escuela de Minas Henry Krumb de Columbia. Mason se retiró de Columbia en 1977.
Mason fue presidente de la Sociedad Acústica de América en 1956. Fue uno de los primeros tres miembros elegidos de la Sociedad de Ciencias de la Ingeniería en 1975, junto con Ahmed Cemal Eringen y L. Stanley Crane. Mason falleció el 23 de agosto de 1986 en Gainesville, Florida.

## Trabajo
El trabajo de Mason abarcó una amplia gama de campos. Gran parte de su trabajo se centró en la filtración, no solo en el ámbito eléctrico, sino también en los dominios mecánico y acústico. Otros campos de estudio incluyeron cristales piezoeléctricos y cerámicas piezoeléctricas, cristales ferroeléctricos, transductores de sonar, unión de metales a metales y semiconductores, física del desgaste, galgas extensiométricas de semiconductores, fatiga de materiales y fricción interna de sólidos y líquidos.

### Ingeniería de radiofrecuencia
Mason trabajó en filtros mecánicos, un componente clave de la multiplexación por división de frecuencia en sistemas de portadoras telefónicas. Se pueden fabricar con bandas de transición mucho más nítidas de las que se pueden lograr con filtros electrónicos convencionales. Mason inventó un nuevo tipo de filtro mecánico, el filtro de cristal de cuarzo que consiste en redes de resonadores de cristales de cuarzo, que se convirtió en la forma estándar de filtrado en estos sistemas. Mason demostró que la eficacia energética y el ancho de banda de los transductores acústicos, como los utilizados en sonar, podrían mejorarse enormemente mediante analogías mecánico-eléctricas y la aplicación de análisis de circuitos, en particular la teoría de filtros.

#### Filtros acústicos y eléctricos

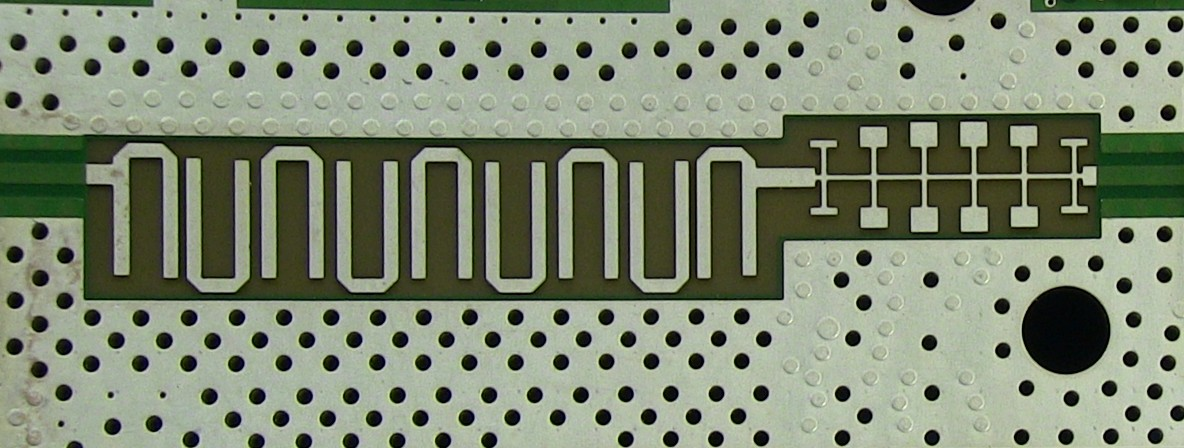
Un circuito moderno de elementos distribuidos. Estos circuitos se basan en los principios establecidos por Mason. Este es un filtro paso banda seguido de un filtro paso bajo.

La tesis doctoral de Mason versó sobre filtros acústicos y bocinas. En este trabajo, Mason pionero en el uso del modelo de elementos distribuidos para describir filtros acústicos. Luego extendió este trabajo a los filtros eléctricos distribuidos y los filtros mecánicos distribuidos, convirtiéndose así en el fundador del campo de los circuitos de elementos distribuidos.

#### Cristales piezoeléctricos
Mason fue jefe del Departamento de Investigación de Cristales de 1935 a 1948, que estudió cristales piezoeléctricos. Inventó el corte de cristal GT que tiene un coeficiente de temperatura cercano a cero en su frecuencia resonante. El cristal se utiliza ampliamente donde se requiere una frecuencia precisa, como en estándares de frecuencia y filtrado. Otros materiales estudiados fueron el fosfato de dihidrógeno de amonio, utilizado en transductores de sonar, el titanato de bario, un material electrostrictivo, y el etilenodiaminotartarato. Este último material se estudió como una posible solución a la escasez de cuarzo brasileño, ya que era soluble en agua y, por lo tanto, podía crecer en el laboratorio. Sin embargo, se volvió innecesario una vez que fue posible el crecimiento de cristales de cuarzo.

### Materiales y dispositivos
Durante la Segunda Guerra Mundial, a Mason se le encargó encontrar un material más resistente que el neopreno para fabricar cúpulas de sonar. Se requería un material que conservara la buena correspondencia del neopreno con las propiedades de transmisión sónica del agua de mar pero con un módulo de elasticidad miles de veces mayor. Mason probó mezclas basadas en ésteres de celulosa cuyo olor era tan malo que tuvo que salir del laboratorio a un lago cercano para realizar las pruebas. Esto lo llevó a quejarse de que la química de los polímeros no era "defensa nacional civilizada". Otro trabajo durante la guerra incluyó transductores de cristal para sonar y torpedos, líneas de retardo de cristal para radar y silenciadores de armas.
A partir de 1948, Mason fue jefe del Departamento de Investigación en Mecánica. Junto con Ronald Wick, Mason inventó el cuerno Mason-Wick, un transformador de impedancia mecánica. Esto consistía en una barra de titanato de bario sólida y con forma exponencialmente cónica, y se usaba en experimentos para amplificar vibraciones mecánicas. Uno de estos experimentos trataba sobre la fricción interna y la fatiga en los metales.
En ultrasonido, Mason proporcionó la primera demostración de viscoelasticidad de cadena única, en la cual la elasticidad se debe a las cadenas moleculares individuales en sí mismas en lugar de su entrelazamiento. En 1956, Mason y H. E. Bömmel encontraron evidencia experimental del acoplamiento electrón-fonón en muestras puras de plomo y estaño. El trabajo fue relevante para la medición de parámetros en la teoría BCS de la superconductividad.
En 1964, Mason y T. B. Bateman midieron los cambios de atenuación y velocidad en germanio y silicio dopados. Este trabajo ayudó a cuantificar la teoría del arrastre de fonones en semiconductores. Mason utilizó el ultrasonido para desarrollar su teoría de que la fricción interna en aleaciones de metal y rocas se debía a las dislocaciones.

## Características
Mason era conocido por su inventiva y disposición para ignorar la sabiduría convencional. Su nombre llevó a sus colegas a compararlo con el personaje ficticio Perry Mason. Al igual que el abogado ficticio, se decía que Mason podía extraer información de datos escasos que otros considerarían insuficientes para sacar conclusiones. Mason era conocido por su peculiar hábito de caminar en su lugar mientras pensaba, aparentemente lo hacía para no perderse resultados experimentales mientras ocurrían.

## Patentes y publicaciones
Mason fue el inventor de más de doscientas patentes. Muchas de estas patentes se refieren a su trabajo sobre cristales piezoeléctricos y cerámicas piezoeléctricas. Estas patentes se utilizan en dispositivos de tiempo y frecuencia, como relojes de cuarzo y resonadores piezoeléctricos para osciladores electrónicos. Mason fue autor de tres libros, Piezoelectric Crystals and Their Applications to Ultrasonics (1948), Physical Acoustics (1958) y Electromechanical Transducers and Wave Filters (1950). También publicó casi cien artículos en revistas científicas.

## Premios y honores
Mason recibió la Medalla de Logros Sobresalientes de la Sociedad de Ingenieros de Comunicación en 1945. La Sociedad Acústica de América le otorgó la Medalla de Oro en 1949 y la Medalla de Plata en 1968. La Sociedad de Ciencias de la Ingeniería lo eligió miembro en 1975. Mason fue elegido miembro de la Academia Estadounidense de las Artes y las Ciencias en 1977.